# Unbreakable (filme)

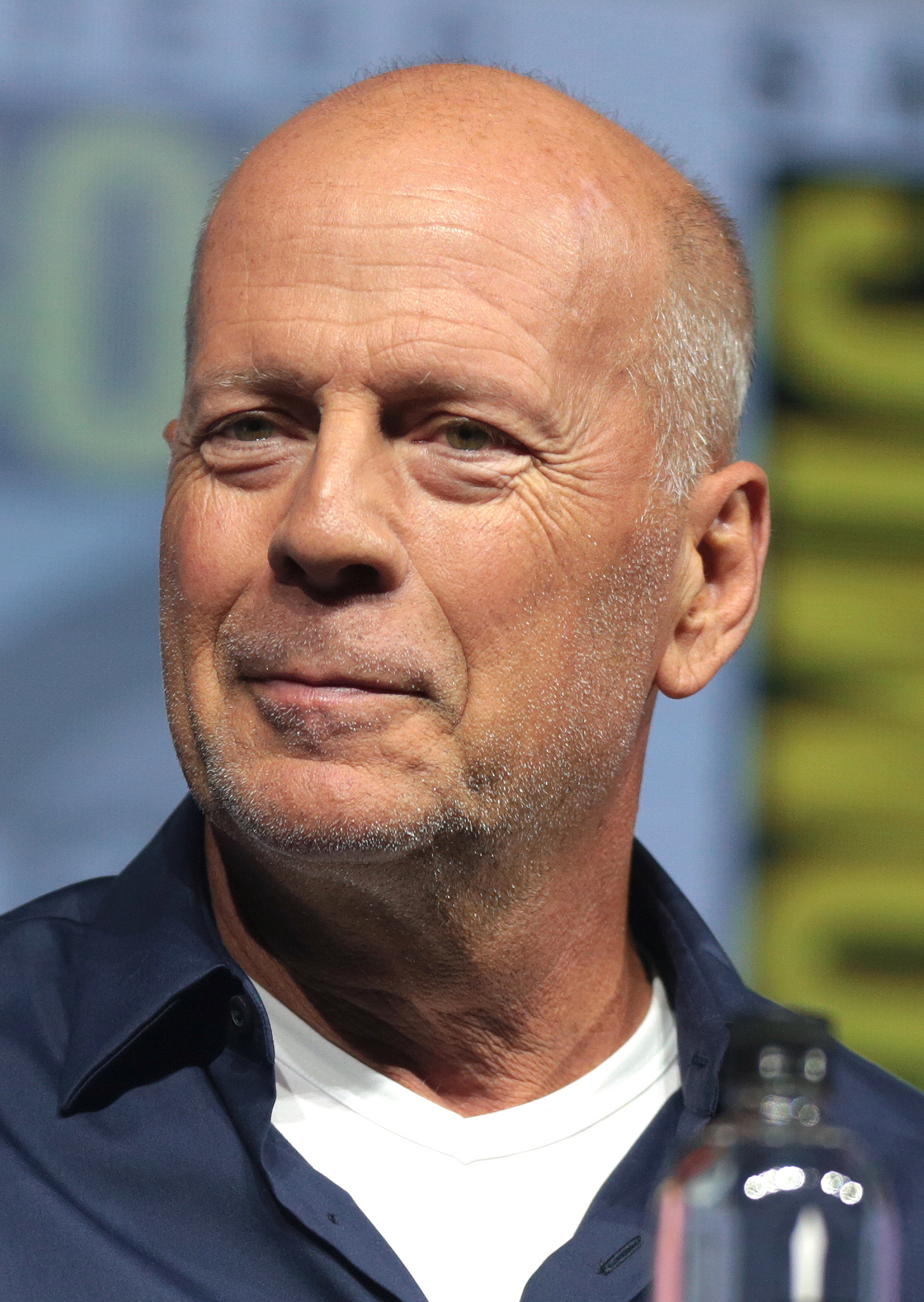
Bruce Willis, ator principal do filme.

Unbreakable (Brasil: Corpo Fechado / Portugal: O Protegido) é um filme de suspense americano de 2000 escrito, produzido e dirigido por M. Night Shyamalan, estrelando Bruce Willis, Samuel L. Jackson, Robin Wright, Spencer Treat Clark e Charlayne Woodard. É o primeiro filme da trilogia "Unbreakable". Neste filme, um segurança chamado David Dunn (Willis), o único sobrevivente de um acidente de trem, conhece Elijah Price (Jackson), um deficiente físico que tenta convencê-lo de que é um super-herói como os das histórias em quadrinhos. 
Shyamalan organizou a narrativa de Unbreakable para acompanhar a estrutura tradicional de três partes de uma história em quadrinhos. Depois de se estabelecer na história de origem, Shyamalan escreveu o roteiro como especulativo, com Willis já definido para estrelar o filme e Jackson em mente para interpretar Elijah Price. As filmagens começaram em abril de 2000 e foram concluídas em julho.
Unbreakable foi lançado em 22 de novembro de 2000. Recebeu críticas positivas, elogiando sua estética, as performances, o peso emocional da história e a trilha sonora de James Newton Howard . O filme ganhou posteriormente uma forte fan base. Uma desconstrução do gênero de super-herói, muitos o consideram um dos melhores filmes de Shyamalan e um dos melhores filmes de super-heróis. Em 2011, a Time listou-o como um dos dez melhores filmes de super-heróis de todos os tempos, ocupando o quarto lugar.  Quentin Tarantino também incluiu em sua lista dos 20 melhores filmes lançados desde 1992. 
Após anos de desenvolvimento de um filme subsequente, uma sequência temática, Split, com Willis reprisando seu papel como David Dunn em uma participação especial, foi lançada em janeiro de 2017. Após o sucesso financeiro e crítico de Split (Fragmentado), Shyamalan imediatamente começou a trabalhar em um terceiro filme, intitulado Glass (Vidro), que foi lançado em 18 de janeiro de 2019. 

## Sinopse
Na Filadélfia, 1961, Elijah Price (Samuel L. Jackson) nasce com osteogênese imperfeita tipo I, uma doença rara que torna os ossos dos pacientes extremamente frágeis e propensos a fraturas. Elijah cresce para se tornar um negociante de arte em quadrinhos e desenvolve uma teoria baseada nos quadrinhos que leu durante a infância que, se ele representa extrema fragilidade humana, deve haver alguém "inquebrável" no extremo oposto.
No presente, David Dunn (Bruce Willis), um ex-zagueiro que agora vive com sua esposa Audrey (Robin Wright) e seu jovem filho Joseph (Spencer Treat Clark), pega um trem para casa após uma entrevista de emprego em Nova York. O trem cai, matando os outros 131 passageiros. Ele é declarado o único sobrevivente, não sofrendo ferimentos. No serviço memorial das vítimas do acidente, ele encontra um envelope no para-brisa de seu carro, com um cartão com o logotipo e o endereço da galeria de arte de Elijah, Limited Edition, que pergunta se ele já esteve doente. David e Joseph se encontram com Elijah, que propõe a David sobre sua teoria infantil de super-heróis da vida real. David fica inquieto e sai da loja. No entanto, David fica curioso de seus poderes e começa a levantar pesos com Joseph, fazendo supino a 100 kg, bem acima do que ele poderia fazer antes. Joseph começa a idolatrar seu pai e acredita que ele é um super-herói, embora David ainda afirme que ele é apenas "um homem comum".
David desafia a teoria de Elijah com um incidente de sua infância, quando ele quase se afogou. Elijah sugere que o incidente destaca a convenção comum pela qual os super-heróis geralmente têm uma fraqueza. Ele afirma que a fraqueza de David pode ser água: é mais fácil para ele se afogar ou sufocar do que as pessoas comuns. Enquanto examinava os destroços armazenados do acidente de trem a que sobreviveu, David relembra o acidente de carro que encerrou sua carreira no atletismo, lembrando que ele saiu ileso e arrancou uma porta do carro para salvar Audrey. David usou o acidente como desculpa para deixar o futebol, porque Audrey não gostava da violência do esporte.
Sob a influência de Elijah, David percebe que o que ele pensava ser apenas um "instinto" natural de escolher pessoas perigosas durante as verificações de segurança é na verdade uma forma de percepção extra-sensorial. Agora conscientemente aprimorando essa capacidade, David descobre que, quando entra em contato com outras pessoas, é capaz de vislumbrar atos criminosos que cometeram. Por sugestão de Elijah, David fica no meio de uma multidão na Estação 30th Street da Filadélfia. Quando várias pessoas esbarram nele, ele sente os crimes que eles cometeram, como roubo, assalto e estupro, e encontra um em quem ele pode agir: um zelador sádico que invadiu uma casa de família, matou o pai e agora está detendo a esposa e seus dois filhos em cativeiro. David segue o zelador até a casa das vítimas, libera os filhos e encontra sua mãe, mas o zelador o embosca e o empurra de uma varanda para uma piscina. David quase se afoga porque não sabe nadar, mas as crianças o resgatam. Ele então ataca o zelador por trás e o estrangula, enquanto David permanece ileso, mas descobre que a mãe já está morta. Naquela noite, ele e Audrey se reconciliam. Na manhã seguinte, ele secretamente mostra a Joseph um artigo de jornal sobre o ato heroico anônimo, com um desenho de David com a capa de chuva  que ele usava enquanto confrontava o zelador. Joseph reconhece o herói como seu pai e promete manter seu segredo. 
David participa de uma exposição na Limited Edition e conhece a mãe de Elijah, que explica a diferença entre vilões que lutam contra heróis com força física versus aqueles que usam sua inteligência. Elijah convida David para os fundos da loja e pede que ele aperte sua mão; isso revela que Elijah foi de fato responsável por numerosos "acidentes" de grande porte, incluindo o bombardeio ao trem de David. Elijah acredita que eles estão destinados a se tornar inimigos um do outro e, finalmente, reivindica seu apelido de infância "Sr. Glass (Sr. Vidro)" devido à sua condição. Quando David sai, é revelado que ele havia denunciado os ataques terroristas de Elijah à polícia e Elijah foi colocado em um hospital psiquiátrico para criminosos insanos.

## Elenco
| Ator/Atriz           | Personagem                       |
| -------------------- | -------------------------------- |
| Bruce Willis         | David Dunn                       |
| Samuel L. Jackson    | Elijah Price/ Mr. Glass          |
| Robin Wright         | Audrey Dunn                      |
| Spencer Trate Clark  | Joseph Dunn                      |
| Charlayne Woodard    | Sra. Price                       |
| Eamonn Walker        | Dr. Mathison                     |
| Leslie Stefanson     | Kelly                            |
| Michaelia Carroll    | Babá                             |
| Whitney Sugarman     | Fisioterapeuta                   |
| Bostin Christopher   | Balconista na loja de quadrinhos |
| Elizabeth Lawrence   | Enfermeira da Escola             |
| Chance Kelly         | Orange Suit Man                  |
| Michael Kelly        | Dr. Dubin                        |
| M. Night Shyamalan   | Traficante de drogas no estádio  |
| Davis Duffield       | David Dunn (jovem)               |
| Johnny Hiram Jamison | Elijah Price (criança)           |
| Laura Regan          | Audrey Dunn (jovem)              |

- Bruce Willis como David Dunn , um ex-jogador de futebol que se tornou guarda de segurança e tem a capacidade de ter visões de crimes cometidos pelas pessoas que toca, além de ter pele inquebrável e força sobre-humana, mas tem medo de se afogar .
  - Davis Duffield interpreta um David de 20 anos.
- Samuel L. Jackson como Elijah Price / Mr. Glass, um teórico dos quadrinhos que tem osteogênese tipo I imperfeita e revelou-se o homem por trás do incidente do acidente de trem.
  - Johnny Hiram Jamison interpreta Elijah, de 13 anos.
- Robin Wright como Audrey Dunn, esposa de David, que trabalha como fisioterapeuta.
  - Laura Regan interpreta uma Audrey de 20 anos.
- Spencer Trate Clark como Joseph Dunn, filho de David, que acredita que ele é um super - herói .
- Charlayne Woodard como Sra. Price, mãe de Elijah.
- Eamonn Walker como Dr. Mathison
- Leslie Stefanson como Kelly
- Michaelia Carroll como babá
- Whitney Sugarman como fisioterapeuta
- Bostin Christopher como caixeiro de quadrinhos
- Elizabeth Lawrence como enfermeira da escola
- Chance Kelly como Orange Suit Man
- Michael Kelly como Dr. Dubin
- M. Night Shyamalan como traficante de drogas no estádio. No filme subsequente Glass , o personagem de Shyamalan, Jai, o segurança do prédio da Dra. Karen Fletcher em Split , está implicado em ser esse personagem do estádio.